# جو هان سون
جو هان سون (انگلیسی: Jo Han-sun؛ زادهٔ ۱۷ ژوئیهٔ ۱۹۸۱) بازیگر اهل کره جنوبی است.
از فیلم‌ها یا برنامه‌های تلویزیونی که وی در آن نقش داشته‌است می‌توان به یک فردای بهتر اشاره کرد.